# Coendou nycthemera
Coendou nycthemera е вид бозайник от семейство Дървесни бодливи свинчета (Erethizontidae).

## Разпространение
Видът е разпространен в Бразилия.